# Quận Barton, Kansas
Quận Barton là một quận thuộc tiểu bang Kansas, Hoa Kỳ.
Quận này được đặt tên theo. Theo điều tra dân số của Cục điều tra dân số Hoa Kỳ năm 2000, quận có dân số người. Quận lỵ đóng ở Great Blend.

## Các vùng dân cư

### Đã hợp nhất
- Great Bend (quận lỵ)
- Hoisington
- Ellinwood
- Claflin
- Pawnee Rock
- Albert
- Olmitz
- Galatia
- Susank

### Chưa hợp nhất
- Beaver
- Boyd
- Dartmouth
- Dent Spur
- Dubuque
- Dundee
- Farhman
- Heizer
- Hitschmann
- Millard
- Odin
- Redwing
- South Hoisington
- Stickney